# Valdepeñas de la Sierra
Valdepeñas de la Sierra è un comune spagnolo di 192 abitanti nel 2015 situato nella comunità autonoma di Castiglia-La Mancia.
Il comune comprende la località di Alpedrete de la Sierra.